# Pochyta fastibilis
Pochyta fastibilis là một loài nhện trong họ Salticidae.
Loài này thuộc chi Pochyta. Pochyta fastibilis được Eugène Simon miêu tả năm 1903.